# 鳳凰之子
尼可拉斯·米勒（英語：Nicholas D. Miller，1990年12月26日—），藝名Illenium（符號化為全部大寫），是一名美國音樂家、DJ及音樂製作人，截至2021年，共發布四張專輯。他的第三張專輯《Ascend》曾登上美國告示牌電子舞曲專輯榜第一名。
Illenium曾有多首單曲登上美國告示牌熱門電子舞曲排行榜，如2019年時與喬恩·博利恩合作的《Good Things Fall Apart》，及與老菸槍雙人組合作的《帶走愛》。Illenium也曾參與許多著名歌曲的混音，如老菸槍雙人組的《別讓我失望》、棉花糖的《Silence》及Flume的《Say It》，《Say It》的混音版贏得當年電子音樂獎的「年度混音」獎。Illenium於2020年登上富比士傑出青年音樂榜。

## 早年生活及教育
1990年12月26日，尼可拉斯·米勒出生於美國伊利諾州的芝加哥，並在加州舊金山長大。2008年，米勒開始嘗試製作電子音樂。2013年時，遷居丹佛，就讀科羅拉多大學丹佛分校，學習音樂相關知識，同時靠著打零工來養活自己。

## 音樂生涯及成就

### 2013~2014年
2013年，Illenium的首張同名迷你專輯發布，並混音了一首芙蘿倫絲機進份子的歌曲《Over the Love》。2014年，他的第二張迷你專輯《Risen》發布，同年，他也混音了如拉娜·德芮、Odesza等歌手及團體的歌曲。

### 2015~2016年
2015年，Illenium發布三首單曲：《Chosen You》、《Painted White》及《I'll Be Your Reason》。2015年中，Illenium混音的歌曲則有Galantis的《Gold Dust》、Kill Paris的《Operate》及Kaskade的《Disarm You》。
2016年2月15日，Illenium的首張專輯《Ashes》發布，專輯共含10首單曲（擴充版12首），該張專輯登上美國告示牌電子舞曲專輯榜的第6名。2016年12月，該張專輯的混音版發布，與此同時，Illenium展開他的第一場巡迴演出。
Illenium在2016年內混音了兩首單曲，接獲得相當的成功。2016年5月的《別讓我失望》混音版最初雖為非官方版本，但仍被收錄進官方混音版迷你專輯中，且成為當年串流數量最多的混音歌曲。2016年9月，《Say It》經Illenium混音的版本發行，該混音版本贏得當年電子音樂獎的「年度混音」獎。
2016年10月，Illenium與Said the Sky及七隻獅子合作推出單曲《Rush Over Me》，當中邀請Haliene擔任歌手，該曲登上美國告示牌電子舞曲榜的第50名。

### 2017~2018年
2017年2月，Illenium釋出單曲《Fractures》，次月，與Gryffin合作單曲《Feel Good》發布，兩曲皆登上美國告示牌熱門電子舞曲排行榜（分別摘得第42及17名）。7月，與電音雙人組Zeds Dead合作單曲《Where The Wild Things Are》。次月，單曲《Crawl Outta Love》發布，當中請來歌手Annika Wells演唱人聲片段。
2017年9月，Illenium的第二張專輯《Awake》發布，共收錄13首歌曲，包含已發布的單曲《Fractures》、《Feel Good》和《Crawl Outta Love》，該專輯為Illenium第一張登上告示牌二百大專輯榜的作品。該專輯的混音版於隔年6月發行。10月，Illenium混音了美國DJ棉花糖的歌曲《Silence》。同年11月，為宣傳新專輯，Illenium開始了一個名為「Awake Tour」的巡演。
2018年，Illenium釋出了三首合作作品，皆登上美國告示牌熱門電子舞曲排行榜，分別為《Don’t Give Up On Me》，與Kill the Noise及Mako合作，於第35名；《Gold (Stupid Love)》，與Excision及Shallows合作，於第19名；《God Damnit》，與Call Me Karizma合作，於第33名。2018年11月，Illenium混音了歌手海爾希的歌曲《沒有我》。

### 2019年
2019年1月，Illenium與電音雙人組Bahari合作推出單曲《Crashing》。3月，與Kameron Alexander合作推出單曲《Pray》。同月月底，電音雙人組老菸槍雙人組釋出一首與Illenium合作的單曲《帶走愛》。5月，單曲《Good Things Fall Apart》發布，此曲與美國歌手喬恩·博利恩合作。同月，Ekali與Illenium合作一首名為《Hard To Say Goodbye》的單曲發布。隔月，Illenium宣布他的第三張專輯《Ascend》將於8月發布，同時，他也將進行個人第三場的巡迴演出。8月16日，專輯正式發布，共含17曲，包含先前發行之單曲《Take You Down》、《Crashing》、《Pray》、《Good Things Fall Apart》及《Takeaway》。此張專輯為Illenium首張登上美國告示牌電子舞曲專輯榜第一名的作品。該張專輯也登上告示牌二百大專輯榜，獲得第14名。
Illenium於2019年獲選入富比士傑出青年音樂榜。

### 2020年~2022年
2020年4月，Illenium與Excision合作的第二首單曲《Feel Something》發布。8月底，單曲《Nightlight》發布，當中的人聲為曾與Illenium合作多次的歌手Annika Wells。10月，單曲《Paper Thin》發布，該單曲與天使頻道成員湯姆·德朗合作。聖誕節（12月25日）當天，與Dabin合作單曲《Hearts On Fire》發布。
2021年3月，Illenium與伊恩·迪奧合作推出單曲《First Time》。4月，與Slander及Krewella合作的單曲《Lay It Down》、與Excision及Haliene合作的《In My Mind》和與瓦萊麗·布魯薩德及Nurko合作的《Sideways》首次在Ubbi Dubbi音樂節演出。最後一者於5月先行發行。5月，Illenium的一則推文透露新專輯將於7月發行。7月2日，專輯發行前的最後一張單曲，與馬特·梅森合作的《Heavenly Side》發行。7月3日，Illenium舉辦「三部曲」巡演，表演曲目為先前的三張專輯及新專輯的曲目預覽。
7月16日，Illenium的第四張專輯《Fallen Embers》正式發布，共含14首歌，包含先前已發行的單曲《Nightlight》、《Paper Thin》、《Hearts On Fire》、《First Time》、《Sideways》及《Heavenly Side》，先前於Ubbi Dubbi音樂節演出的《Lay It Down》及《In My Mind》和在「三部曲」演唱會中預覽過的歌曲。
2022年，他赢得了人生中首個音樂獎一"Billboard Music Award Top dance/electronic album"。另外，他更首次獲格林美提名。

### 2023年~至今
2023年1月17日，Illenium宣布了他的第五張同名錄音室專輯《Illenium》，該專輯於4月28日發行，並在Billboard 200排行榜上排名第42位。專輯中的一首單曲「Luv Me A Little」（與Nina Nesbitt合作）在Billboard Dance/Mix Show Airplay排行榜上排名第一。這張專輯還收錄了與艾薇兒·拉維尼和特拉維斯·巴克合作的單曲《Eyes Wide Shut》，該單曲在Billboard 舞曲/電子歌曲排行榜上排名第九。專輯中的其他客串包括All Time Low、Teddy Swims、jxdn、Skylar Grey、Max Schneider等。為了支持這張專輯，Illenium於2023年5月開始了為期37天的「ILLENIUM LIVE」巡迴演出。北美站將有27場演出，其中13場將在露天場地舉行。 6 月 17 日，Illenium 在丹佛Mile High的Empower Field舉辦了一場名為「三部曲：科羅拉多」的表演，該體育場可容納超過 76,000 人。這是他迄今為止規模最大的音樂會，也是美國歷史上規模最大的 EDM 頭條活動。
2023 年 4 月，Illenium 與 End Overdose 合作，這是一個非營利組織，提供有關正確識別與藥物相關的過量用藥和服用納洛酮（一種減少過量用藥影響的藥物）的教育。該組織的志工將在 Illenium 2023 年巡迴演出的選定站點提供現場培訓課程。

## 音樂作品列表

### 專輯
- 《Ashes》(2016)
- 《Awake》(2017)
- 《Ascend》(2019)
- 《Fallen Embers》(2021)
- 《Illenium》(2023)

### 混音專輯
- 《Ashes (Remixes)》(2016)
- 《Awake (Remixes)》(2018)
- 《Ascend (Remixes)》(2020)
- 《Fallen Embers (Remixes)》(2022)
- 《Illenium (Remixes)》(2023)

### 迷你專輯
- 《Illenium》(2013)
- 《Risen》(2014)
- 《Painted White》(2015)[a]
- 《Ascend (Tour Edits)》(2020)

## 巡迴演出
- Ashes Tour (2016–2017)
- Awake Tour (2017–2018)
- Ascend Tour (2019-2020)
- Fallen Embers Tour (2021)
- Illenium Live Tour (2023)

## 備註
1. ↑  與Cristina Soto及Said The Sky合作。

## 外部連結
- Spotify上的Illenium （页面存档备份，存于）
- Apple Music上的Illenium （页面存档备份，存于）
- YouTube Music上的Illenium （页面存档备份，存于）
- Illenium在YouTube上的官方頻道 （页面存档备份，存于）
- Illenium的官方網站 （页面存档备份，存于）